# 시마촌 (도야마현)
시마촌(島村)은 도야마현 가미니카와군에 있던 촌이다.

## 역사
- 1889년 4월 1일 - 정촌제 시행에 의해 가미니카와군 시마촌이 성립하였다.
- 1940년 9월 1일 - 도야마시에 편입되었다. 촌사무소는 시마출장소가 되었다.

## 참고문헌
- 『市町村名変遷辞典』東京堂出版、1990年。